# Pou de Zamzam
El pou de Zamzam (àrab: بئر زمزم) és un pou considerat sagrat pels musulmans, situat dins del recinte de la Gran Mesquita de la Meca, uns 20 m a l'est de la Kaba.
Té uns 30 metres de fondària i un diàmetre d'uns 2 metres. En l'actualitat l'aigua es bomba cap a la part oriental de la mesquita, on s'han instal·lat nombrosos brolladors. Segons la tradició islàmica, aquest pou va aparèixer de manera miraculosa per salvar Agar i el seu fill Ismael de morir de set al desert, per això també se l'anomena pou d'Ismael.
Tots els musulmans que fan la peregrinació a la Meca beuen la seva aigua, considerada medicinal. Normalment, també en recullen en un recipient per portar-la als seus llocs d'origen i miren de submergir-hi l'ihram que vesteixen per després utilitzar-lo com a sudari amb què ser amortallats quan morin.

## Etimologia
L'origen del nom és incert. Segons la historiadora Jacqueline Chabbi, el substantiu àrab زمزم, zamzam, és d'origen onomatopeic i associa aquest substantiu amb els adjectius زمزم, zamzam, i زمازم, zumāzim, que són dos adjectius onomatopeics que indiquen la remor sorda procedent d'un retruny o un tro llunyà o el so gutural emès amb la boca tancada per alguns animals o persones; tanmateix, aquests mateixos mots, referits a l'aigua, passen a significar ‘abundós’. Chabbi afirma que el significat de so gutural inintel·ligible abasta també una capa de significat associada amb tot allò sagrat i místic, més enllà de la idea bàsica del so produït per un flux abundant d'aigua.
Les fonts islàmiques primerenques utilitzen els termes àrabs زمزم, zamzam i زمازم, zamāzim, per referir-se als ritus religiosos del zoroastrisme i dels zoroastrians. Els termes serien onomatopeics i derivarien de com els àrabs percebien les oracions i escriptures avèstiques dels magi o sacerdots zoroastrians: una remor indistinta i sorollosa. De fet, l'historiador i exegeta alcorànic at-Tabarí empra el participi مزمزم, muzamzim, per a referir-se a l'adherent al zoroastrisme; مزمزمة, zamzama, per referir-se als ritus zoroastrians i زمازمة, zamāzima per anomenar els magi zoroastrians.
Molts escriptors àrabs medievals, com ara al-Massudí, afirmen que el pou pren el nom del mot àrab زمزم, zamzam, ‘oracions recitades pels zoroastrians’. Ho justifiquen afirmant que, com que el zoroastrisme estava «emparentat amb Abraham», els zoroastrians feien regularment pelegrinatges a la Meca per pregar al pou.
Un relat posterior d'al-Ayní afirma que el pou es diu زمازم, Zamāzim, que se suposa que significaria ‘brides’, a causa d'unes brides que Sassan, l'ancestre zoroastrià de l'Imperi Sassànida hauria donat al pou.
Altres fonts àrabs medievals connecten el nom amb l'arcàngel Gabriel, ja que seria ell l'origen del murmuri a què es refereix l'onomatopeia.
D'altra part, Thomas P. Hughes recull una tradició que fa derivar el nom d'una exclamació suposadament feta per Agar, la concubina d'Abraham, que podria haver estat feta en àrab: زم، زم!, zamm, zamm!, ‘omple, omple!’, o suposadament en egipci antic, amb el significat de ‘para, para!’.